# Military madness
"Military madness" is een liedje van de Engelse singer-songwriter Graham Nash. Het verscheen aanvankelijk in mei 1971 als albumnummer op Songs for Beginners. In augustus 1971 werd het tevens als single uitgebracht. Op de B-kant van de Britse versie stond "I used to be a king" en op B-kant van de overige uitgaven van deze single stond "Sleep song". Alle drie liedjes werden geschreven door Nash, die tevens de muzikale productie verzorgde.
"Military madness" heeft een pacifistische boodschap.
De single bereikte de 73ste plaats in de Amerikaanse hitlijst, de 31ste plaats in de Daverende Dertig en de 22ste plaats in de Nederlandse Top 40.

## Musici
Op "Military madness" spelen de volgende musici:
- Graham Nash - akoestische gitaar, zang
- Rita Coolidge - achtergrondzang
- Calvin Samuels - basgitaar
- Johnny Barbata - drums
- Dave Mason - elektrische gitaar
- Joel Burnstein - piano
- Pat Arnold - achtergrondzang
- Dallas Taylor - drums
- Seemon Posthuma (van The Fool) - basklarinet

## Hitnoteringen

### Daverende Dertig
| Hitnotering in de Daverende Dertig: | Hitnotering in de Daverende Dertig: | Hitnotering in de Daverende Dertig: | Hitnotering in de Daverende Dertig: | Hitnotering in de Daverende Dertig: |
| Week:                               | 1                                   | 2                                   | 3                                   | 4                                   |
| ----------------------------------- | ----------------------------------- | ----------------------------------- | ----------------------------------- | ----------------------------------- |
| Positie:                            | 33                                  | 31                                  | 38                                  | uit                                 |

### Nederlandse Top 40
| Hitnotering in de Nederlandse Top 40: | Hitnotering in de Nederlandse Top 40: | Hitnotering in de Nederlandse Top 40: | Hitnotering in de Nederlandse Top 40: | Hitnotering in de Nederlandse Top 40: |
| Week:                                 | 1                                     | 2                                     | 3                                     | 4                                     |
| ------------------------------------- | ------------------------------------- | ------------------------------------- | ------------------------------------- | ------------------------------------- |
| Positie:                              | 24                                    | 22                                    | 26                                    | uit                                   |